# 玉城町立外城田小学校
玉城町立外城田小学校（たまきちょうりつときだしょうがっこう）は、三重県度会郡玉城町蚊野にある公立小学校。

## 概要
120年以上の歴史を有する伝統校である。

## 沿革
- 1887年（明治20年） - 原・蚊野・矢野に3年間の簡易授業所ができる。
- 1892年（明治25年） - 4年制の東外城田尋常小学校となる。
- 1893年（明治26年） - 3年制の補習科が置かれる。
- 1901年（明治34年） - 3ヶ所全児童が入る校舎を建てた。
- 1903年（明治36年） - 校舎を増築し4年制の高等科を置く。
- 1909年（明治42年） - 校舎を増築する。
- 1936年（昭和11年） - 運動を広げる、講堂、西校舎ができる。
- 1938年（昭和13年） - 中央校舎、北校舎ができる。
- 1941年（昭和16年） - 東外城田国民学校になる。
- 1947年（昭和22年） - 東外城田村立東外城田小学校になる。
- 1949年（昭和24年） - 南校舎ができる。
- 1955年（昭和30年） - 玉城町立外城田小学校になる。
- 1959年（昭和34年） - 伊勢湾台風で大きな被害を受ける。
- 1960年（昭和35年） - 給食室ができる。
- 1963年（昭和38年） - プールができる。健康教育で全国健康優良校特選校に選ばれる。
- 1965年（昭和40年） - 全日本健康優良校特選校（準日本一）に選ばれる。
- 1985年（昭和60年） - 校舎改築第1期工事が終わる。
- 1986年（昭和61年） - 第2期工事が終わる。
- 1987年（昭和62年） - 新しい講堂ができる。
- 1993年（平成5年） - 新しいプールができる。
- 1997年（平成9年） - 生活科・社会科の研究発表会をする。
- 1998年（平成10年） - FBC花壇で農林水産大臣賞を受ける。
- 2002年（平成14年） - FBC花壇で県大賞を受ける。

## 周辺
- 玉城町立外城田保育所
- JA伊勢 玉城支店外城田

## 交通アクセス
- 伊勢自動車道 玉城インターチェンジから約4.2km
- JR東海 参宮線 外城田駅より約2.2km、徒歩約25分